# Syväjärvi (sjö i Finland, Lappland, lat 68,72, long 26,93)
Syväjärvi är en sjö i Finland. Den ligger i kommunen Enare i landskapet Lappland, i den norra delen av landet, 1 000 km norr om huvudstaden Helsingfors. Syväjärvi ligger 171,5 meter över havet. Arean är 21,3 hektar och strandlinjen är 2,41 kilometer lång. Sjön  ingår i Pasvik älvs huvudavrinningsområde. 